# Zofia von Chotek

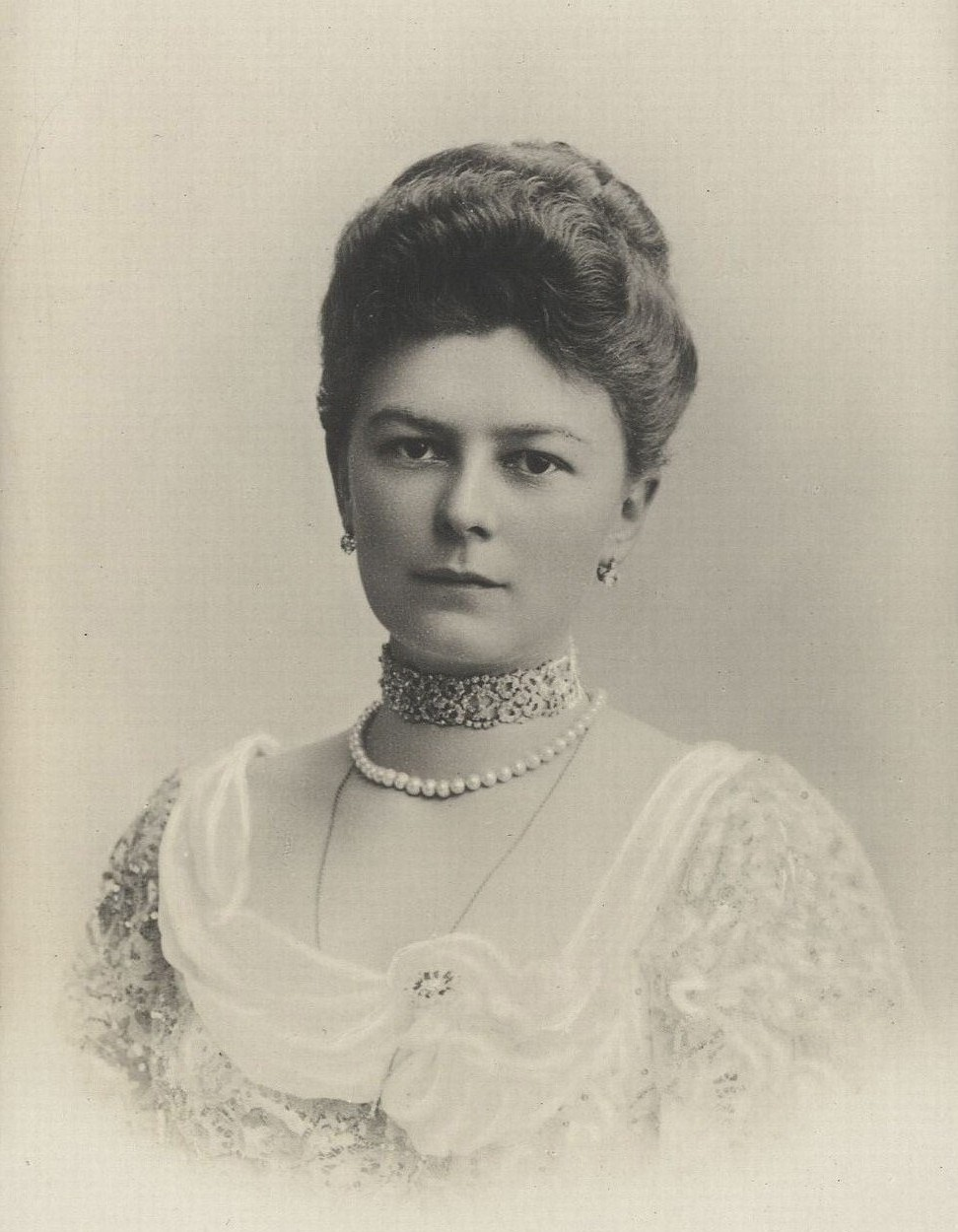
Zofia von Hohenberg

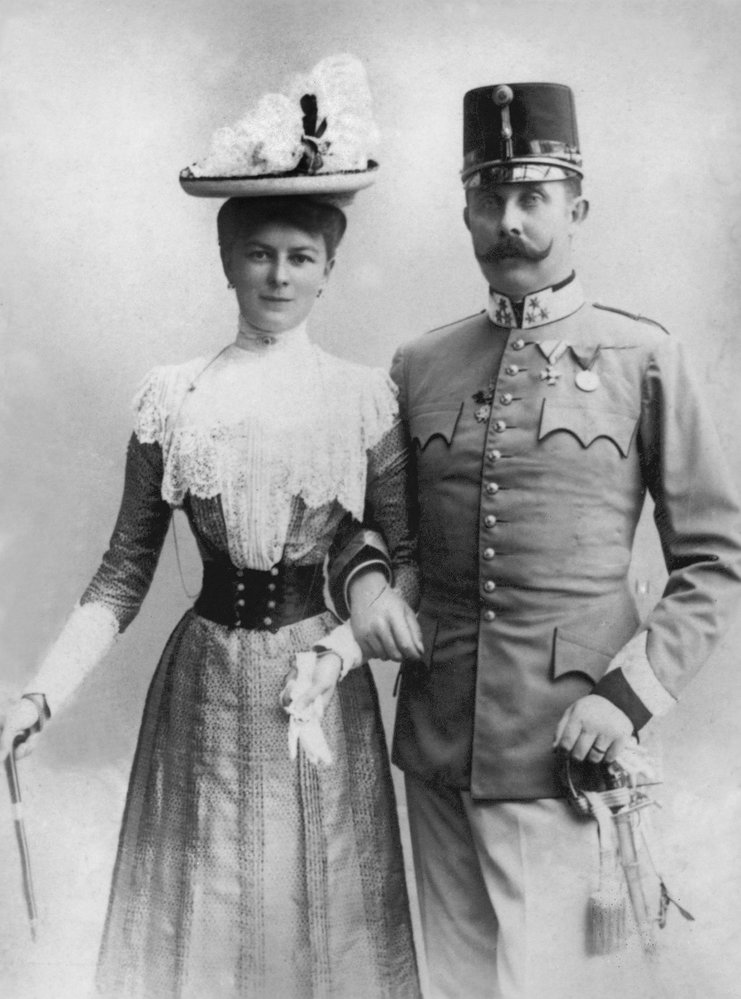
Zofia Chotek z mężem

Zofia von Hohenberg, Sophie Maria Josephine Albina Chotek (ur. 1 marca 1868 w Stuttgarcie, zm. 28 czerwca 1914 w Sarajewie) – hrabianka pochodząca z czeskiej rodziny szlacheckiej Chotek z Chotkowa i Wojnina. Córka hrabiego Bogusława Chotka i hrabianki Wilhelminy z Kinskich na Tetowie. Od 1 lipca 1900 r. żona arcyksięcia Franciszka Ferdynanda. Poznali się prawdopodobnie w Pradze, następnie kontynuowali znajomość w Bratysławie, gdzie Zofia była damą dworu arcyksiężnej Izabeli. Zofia została śmiertelnie ranna w wyniku zamachu w Sarajewie, 28 czerwca 1914.

## Życiorys

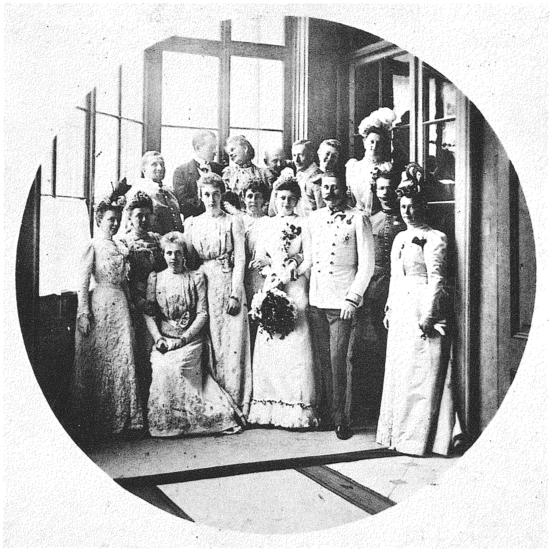
Zofia wraz z mężem (w środku) w dniu swojego ślubu

Franciszek Ferdynand spotkał swoją przyszłą żonę u kuzyna, arcyksięcia Fryderyka. Bywał u niego często, co zachwycało żonę arcyksięcia, która miała nadzieję, iż poślubi jedną z jej córek. Jednak Ferdynand ulokował swe uczucia w jej lektorce, Zofii. Uczucie Franciszka Ferdynanda dla hrabianki, którą przeciwności losu zmusiły do przyjęcia tej skromnej posady, było tak silne, że zlekceważył wszelkie sprzeciwy, nawet wyrażone przez cesarza. 1 lipca 1900 roku zawarł morganatyczne małżeństwo.
Nowo zaślubiona para żyła w Belwederze, z dala od wiedeńskiego zgiełku. Franciszek Józef zmusił swego bratanka – w trakcie przykrej ceremonii – do złożenia przysięgi: ani żona, ani żadne z trojga dzieci nie będzie nigdy rościć sobie praw do austro-węgierskiego tronu. Cesarz w pewien sposób szykanował Zofię: nie mogła siadać w dworskiej loży w teatrach ani korzystać z powozów należących do dworu, nie wolno jej było zajmować miejsca obok męża w oficjalnym orszaku, musiała iść z tyłu, za rodziną.
Aby mogła bywać na dworze wiedeńskim, Franciszek Józef nadał jej tytuł księżnej Hohenberg. Zofia jednak niezmiernie rzadko pojawiała się w Schönbrunn i Hofburgu, natomiast bardzo chętnie wybierała się z mężem na manewry i oficjalne podróże, jak choćby do Sarajewa, podczas których nie przestrzegano rygorystycznie dworskiej etykiety. Również cesarz niemiecki Wilhelm II, mając na celu związanie na stałe Austro-Węgier z Rzeszą i chcąc pozyskać sobie Franciszka Ferdynanda jako sojusznika, nakazał, aby w czasie wizyt arcyksięcia w Niemczech traktować jego małżonkę jako pełnoprawnego członka rodziny panującej.
Ambitna Zofia postępowała bardzo umiejętnie ze swoim małżonkiem. Wyrażała zadowolenie z poparcia, jakim arcyksiążę cieszył się w kołach wojskowych, wspierała go także w żarliwej wierze katolickiej, podzielając jego sympatie klerykalne.
Zofia została zamordowana wraz z mężem w 1914 roku przez zamachowca Gawriła Principa. Po oddaniu strzałów w ich kierunku księżna Zofia osunęła się na kolana męża, który nadal siedział wyprostowany jak świeca. Towarzyszący im generał Potiorek uznał, że strzały ominęły książęcą parę, a Zofia po prostu zemdlała. Przytomny hrabia Harrach szybko odkrył, że książę siedzi w kałuży krwi, a jego żonę trafiono w brzuch. Śmiertelnie rannych nie odwieziono jednak do szpitala, lecz – nie wiadomo dlaczego – do ratusza, gdzie zmarli, nieopodal stołów zastawionych butelkami szampana.
Podczas ceremonii pogrzebowej trumna hrabiny stała poniżej trumny męża. Na niej zaś leżały rękawiczki i wachlarz, oznaki panien dworskich.

## Potomstwo
Para miała czworo dzieci:
1. Zofię von Hohenberg (1901–1990), żonę hrabiego Fryderyka von Nostitz-Rieneck (1891–1973),
2. Maksymiliana, księcia Hohenberg (1902–1962), męża hrabiny Elżbiety von Waldburg zu Wolfegg und Waldsee (1904–1993),
3. Ernesta von Hohenberg (1904–1954), męża Marii Teresy Wood (1910–1985),
4. nienazwanego syna, który urodził się martwy (1908).